# Watzmann (Märkische Schweiz)
Der Watzmann ist eine 106,2 m hohe Erhebung im Norden der Märkischen Schweiz auf der Gemarkung der Stadt Bad Freienwalde im Landkreis Märkisch-Oderland in Brandenburg. Er wird daher auch der Märkische Watzmann genannt.

## Lage
Die Erhebung liegt westlich des Stadtzentrums in der Nähe der B 167. Diese verläuft von Nordwesten kommend in südöstlicher Richtung in das Zentrum. Südlich der B 167 steht auf dem Schlossberg der Bismarckturm. Der Watzmann erhebt sich einige hundert Meter weiter südöstlich dieser Landmarke im Bergwanderpark der Stadt.

## Geschichte
Die Region an der Alten Oder am Nordwestrand des Oderbruchs am Übergang zum Barnimplateau wurde im Wesentlichen während der letzten Weichsel-Eiszeit geformt. Die Namensgebung der Erhebung geht aus Sicht der Stadt auf bayerische Arbeiter zurück, die um 1180 auf der Burg Malchow – im 21. Jahrhundert Standort des Bismarckturms – arbeiteten. Sie sollen die in der Nähe gelegene Erhebung in Anlehnung an den zentralen Gebirgsstock der Berchtesgadener Alpen, den Watzmann, benannt haben. In historischen Wanderkarten aus der Zeit um 1900 erschien bereits die Bezeichnung Watzmann-Berg. Im Zuge des Ausbaus des Bergwanderparks errichteten Handwerker am 11. Juli 2017 ein drei Meter hohes Gipfelkreuz. Es besteht aus Lärchenholz; darum eine Rundbank.